# 퀴스나흐트 ZH역
퀴스나흐트역(Küsnacht)은 스위스 퀴스나흐트 시의 기차역으로 취리히 호수 기슭에 인접해 있다. 역은 취리히호 우안선에 있다.

## 운행편
역에는 다음 여객 열차가 운행된다:
- S6 바덴 AG – 레겐스도르프-바트 – 하르트브뤼케 – 취리히 HB – 외티콘
- S16 취리히 플루크하펜 – 하르트브뤼케 – 취리히 HB – 헤를리베르크-펠트마일렌 (– 마일렌) 
저녁에는 마일렌까지 연장 운행.
- S20 외를리콘 – 취리히 HB – 하르트브뤼케 
출퇴근 시간에만 운행되며, 마일렌과 퀴스나흐트 ZH에서만 메네도르프와 슈타델호펜 사이에 정차.